# David Ullström
David Ullström (ur. 12 kwietnia 1991 w Norrköping) – szwedzki hokeista, reprezentant Szwecji.

## Kariera
- Småland 1 (2005)
- HV71 J18 (2005-2006)
- HV71 J20 (2006-2009)
- HV71 (2007-2010)
  -  Borås HC (2010)
- Bridgeport Sound Tigers (2010-2012)
- New York Islanders (2011-2013)
- Łokomotiw Jarosław (2013)
- HC Lev Praga (2013-2014)
- Siewierstal Czerepowiec (2014)
- Sibir Nowosybirsk (2014-2016)
- Dynama Mińsk (2016-2017)
- HV71 (2017-2018)
- Tucson Roadrunners (2018-2019)
- Dinamo Ryga (2019)
- EHC Biel (2019-2021)
- HC Davos (2021-2023)
- Schwenninger Wild Wings (2022-2023)

Wychowanek klubu HV71. W drafcie NHL z 2008 wybrany przez amerykański klub New York Islanders (runda 4, numer 102). Od czerwca 2010 formalnie zawodnik tego klubu. Od tego czasu wielokrotnie przekazywany do klubu farmerskiego, Bridgeport Sound Tigers. Od czerwca 2013 zawodnik rosyjskiego Łokomotiwu Jarosław w lidze KHL. Zwolniony 20 listopada 2013. Od tego samego dnia zawodnik HC Lev Praga w tych samych rozgrywkach. Odszedł z klubu w czerwcu 2014. Od czerwca 2014 zawodnik Siewierstali Czerepowiec. Od grudnia 2014 zawodnik Sibiru Nowosybirsk. Odszedł z klubu z końcem kwietnia 2016. Od czerwca 2016 do początku stycznia 2017 zawodnik Dynama Mińsk. Od połowy lutego 2017 do kwietnia 2018 ponownie zawodnik HV71. W maju 2018 został zawodnikiem Arizona Coyotes z NHL. Ostatecznie nie zagrał w jego barwach w tych rozgrywkach, a w sezonie 2018/2019 występował w drużynie famerskiej, Tucson Roadrunners, w AHL. Od maja do października 2019 był zawodnikiem Dinama Ryga. W tym czasie przeszedł do EHC Biel, gdzie w 2020 przedłużył kontrakt o rok. W styczniu 2021 przeszedł do HC Davos. W październiku 2023 przeszedł do niemieckiego Schwenninger Wild Wings, a rok później zakończył karierę.

## Sukcesy
Reprezentacyjne
- Srebrny medal mistrzostw świata juniorów do lat 20: 2009

Klubowe
- Złoty medal mistrzostw Szwecji: 2008, 2010, 2017 z HV71
- Srebrny medal mistrzostw Szwecji: 2009 z HV71
- F.G. „Teddy” Oke Trophy: 2012 z Bridgeport Sound Tigers
- Finał KHL o Puchar Gagarina: 2014 z HC Lev Praga
- Mistrzostwo Dywizji Czernyszowa w KHL: 2015 z Sibirem Nowosybirsk[23]

Indywidualne
- Karjala Cup 2013:
  - Pierwsze miejsce w klasyfikacji asystentów turnieju: 3 asysty
  - Pierwsze miejsce w klasyfikacji kanadyjskiej turnieju: 4 punkty